# Hexagrama (moeda)
O hexagrama (em grego: ἑξάγραμμα; romaniz.: hexagramma) era uma grande moeda de prata do Império Bizantino, emitida principalmente durante o século VII.

## História

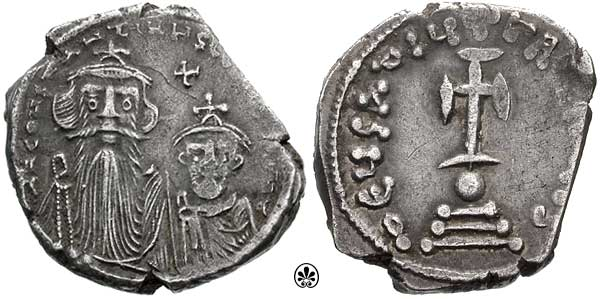
Hexagrama de r. e r.

Come exceção de umas poucas emissões cerimoniais no século VI, moedas de prata não eram utilizadas no sistema monetário do final do período romano, início do bizantino, principalmente por causa da grande flutuação de preço em relação ao do ouro. Apenas sob o imperador Heráclio (r. 610–641), em 615, é que novas moedas de prata foram emitidas para cobrir as necessidades da guerra com a Pérsia. A matéria-prima para estas moedas vinha principalmente do confisco de pratarias eclesiásticas.
Elas foram batizadas em homenagem ao peso de seis grammata (6,84 gramas) e provavelmente valiam aproximadamente 1/12 de um soldo de ouro. Elas permaneceram em uso sob o sucessor de Heráclio, Constante II (r. 641–668), de cujo reino vários espécimes sobreviveram. Elas se tornaram mais raras no reinado de Constantino IV (r. 668–685) e, posteriormente, parece que foram apenas ocasionalmente emitidas, para fins cerimoniais, até que finalmente foram abandonadas no final deste período. A partir de 720, o imperador Leão III, o Isauro (r. 717–741) emitiu uma nova moeda de prata, a miliarésio.